# Стайка Гьокова
Стайка Иванова Гьокова е българска народна певица на предимно тракийски песни.

## Биография
Родена е на 7 септември 1930 г. в село Тас тепе, Карнобатско. Нейният род е от Чирпан, в него има няколко поколения майстори певци. Майка ѝ умира, когато тя е на 6-годишна възраст. Потомка е на певчески родове, преселници от Чирпан. От дете пее по седенки, сборове, а вечер с гласа си е посрещала уморените жетвари от нивата. Много песни научава от баба си Стайка и баща си. Омъжва се на 16 годишна възраст.
Кариерата ѝ започва през 1951 г., когато става солистка в Радио София. По същото време става и солистка в Главна дирекция „Българска музика“. От 1953 г. е солистка на Радио „Стара Загора“. От 1960 г. се установява в София. Пее с Йовчо Караиванов, с който изнасят заедно над 1000 концерта. Концертира с групите „Наша песен“, „Българска песен“, „Тракийска песен“. В тях е заедно с Йовчо Караиванов, Борис Машалов, Мита Стойчева и др. Пяла е под съпровода на акордеонистите Иван Шибилев, Петко Дачев, а също и с Първомайската, Леновската и Конушенската групи. Гостувала е в Европа, Азия и Африка. Притежава изключителен алтов глас.
Сред най-известните ѝ песни са „Липса на Стоян булчето“, „Йордан Величка думаше“, „Аврам Зорница думаше“, „Турците дялба делили“, „Разширило сей небето“, „Изкачил ми сей млад Стефан“, „Слънце ле мило“ и др. Приживе певицата споделя, че бавните песни, особено тези с рецитация, са нейното вдъхновение и предпочитание. Звукозаписният фонд на Стайка Гьокова в БНР наброява повече от 150 тракийски песни. Фолклористите Елена Стоин и Михаил Букурещлиев са дешифрирали за архива на БАН 200 песни от репертоара ѝ. Песните от репертоара на Стайка Гьокова са записани в 40 плочи, касети и компактдискове. В Златния фонд на БНТ се съхраняват десетки филми за нея. „Песента е неизчерпаем извор, народната песен няма свършване“, споделя певицата.
Всяка година в Карнобат се провежда конкурс „С песните на Стайка Гьокова“. През 2000 г. получава Награда „Нестинарка“ на Международния фолклорен фестивал в Бургас за особени заслуги към музикалната традиция на Тракия. Певицата е носителка на „Златна лира“ на СБМТД. По повод 90-годишнината ѝ излиза песнопойката „Пее Стайка Гьокова“, която включва нотирани песни от нейния репертоар и моменти от живота ѝ. Награждавана е с едни от най-големите държавни отличия.
Почива на 14 юли 2021 г. в София.